# Jaime Lerner
Jaime Lerner   (Curitiba, 17 de desembre de 1937 - Curitiba, 27 de maig de 2021) va ser un professor, arquitecte, enginyer civil, urbanista i polític brasiler. Va ser governador de Paraná durant dos mandats consecutius i alcalde de la capital de l'estat, Curitiba, en tres ocasions.
Va ser elegit president de la Unió Internacional d'Arquitectes (UIA) el juliol de 2002. Després de deixar la vida política, Lerner es va dedicar als projectes d'urbanisme, sent també consultor de les Nacions Unides en la matèria.

## Arquitectura i urbanisme
Nascut en una família d'immigrants jueus polonesos originària de Łódź, Jaime Lerner va estudiar en escoles públiques fins al secundari, passant pel Col·legi Estatal del Paranà. Va obtenir la seva graduació en Enginyeria Civil el 1961 i en Arquitectura el 1964, ambdues de la Universitat Federal del Paranà. El 1965, Lerner va participar de la creació de l'Institut de Planificació Urbana de Curitiba (IPPUC), responsable pel Pla Rector de la ciutat. A Brasília va projectar la seu de la Policia Federal, obra premiada en el Concurs Nacional de Projectes de 1967.
A partir de 2002, quan va deixar la política, va actuar en el desenvolupament de projectes d'arquitectura i urbanisme pels sectors públic i privat de diverses ciutats: Rio de Janeiro, São Paulo, Brasília, Porto Alegre, Florianópolis i Recife (Brasil), Havana (Cuba), Caracas (Veneçuela), Shanghai (Xina), Luanda (Angola), David (Panamà), Mazatlán (Mèxic) i Santiago de los Caballeros (República Dominicana). A Barcelona, va presidir el jurat encarregat de seleccionar el projecte de la nova Plaça de les Glòries Catalanes.
El 2007 va rebre de la XI Bienal Internacional d'Arquitectura de Buenos Aires el premi per la ciutat universitària de Pedra Branca, al municipi de Palhoça (estat de Santa Catarina).

## Política
Es va afiliar a l'Aliança Renovadora Nacional (ARENA) el 1971, quan el govern militar va nomenar-lo batlle de la capital paranaense. Va repetir en el càrrec en dues ocasions, amb el PDS i el PDT. Després, va ser governador de Paraná per dos mandats consecutius, de 1995 a 2002 —primer pel PDT i, de seguida, pel PFL (actual DEM). La sortida del PDT va ser provocada per divergències amb el principal líder del partit en l'època, Leonel Brizola.

### Alcaldia de Curitiba
En el seu primer mandat al consistori de Curitiba (1971-1974), va efectuar una obra controvertida, per l'època, i que es va fer, amb el passar del temps, un de les principals targetes postals de Curitiba. Va reformar el Carrer XV de Novembre, donant preferència al pas de vianants i retornant el seu nom al que tenia durant l'etapa imperial, Rua das Flores. El carrer va ser reobert el 20 de maig de 1972.
Una altra obra important, que situaria la ciutat com a exemple internacional de planificació intel·ligent i sostenible, va ser l'obertura de vies exclusives pels autobusos de trànsit ràpid, que va tenir lloc el setembre de 1974, significant el primer pas de la Xarxa Integrada de Transports (RIT, per les sigles en portuguès) de la ciutat.
Va tornar a l'alcaldia entre 1979 i 1983, i una tercera ocasió entre 1989 i 1992 -aquest cop per sufragi popular. En aquest tercer mandat van edificar-se construccions que es tornarien icòniques de la ciutat: la galeria comercial Rua 24 Horas, el Jardí Botànic (ambdues, obres de l'arquitecte Abrão Assad inaugurades el 1991) i el 1992, l'Òpera de Arame, de Domingos Bongestabs.

### Governador del Paranà

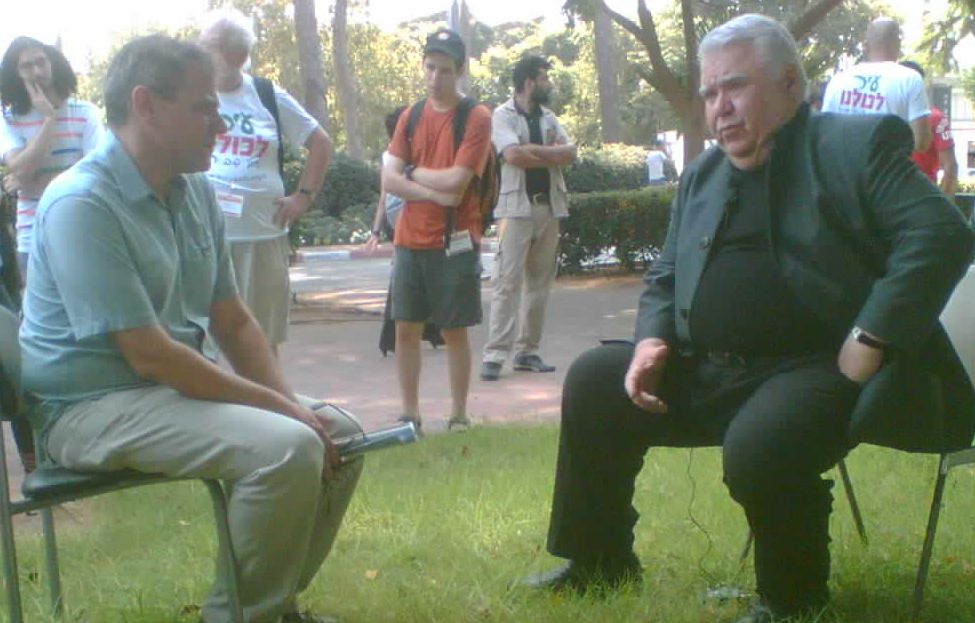
Jaime Lerner (dreta), amb Nitzan Horovitz, periodista i polític israelià.

Electe governador de Paranà el 1994 i reelegit el 1998, Lerner va promoure la major transformació econòmica i social de la història de l'estat, que va esdevenir un nou pol industrial del país. Va implementar diversos programes d'acció social, com "Del carrer a l'escola", "Protegint la vida" i "Universitat del professor", que van rendir al Govern de Paraná el International Children's Peace Prize de l'Unicef.

#### Crítiques
Jaime Lerner va ser un gran defensor de les privatitzacions. Va intentar-ho amb la companyia elèctrica paranaense, que finalment no es va produir degut a la forta pressió popular, que va manifestar-se inclús dintre de l'Assemblea Legislativa de l'estat. Sí que se'n va sortir amb la concessió de les carreteres de l'estat, que a més no van incloure cap clàusula de control de les tarifes cobrades en els peatges.

#### Condemnes judicials
El 2011, una decisió del Tribunal Superior de Justícia va condemnar Jaime Lerner a 3 anys i 6 mesos de presó, més una multa, per la concessió il·legal d'una licitació per a la construcció de carreteres en el seu Estat. Donat que l'exgovernador tenia més de 70 anys quan va ser sentenciat, no va haver d'ingressar en presó.
L'agost de 2013, Jaime Lerner va ser condemnat en primera instància pel Tribunal de Justícia de Paranà per corrupció, a causa del pagament indegut de 40 milions de reals en una indemnització per expropiació. Els dos beneficiaris de la també van ser condemnats.

## Vida personal i defunció
Es va casar el 1964 amb Fani Lerner (1945 – 2009), amb qui va tenir les filles Andrea i Ilana.
Lerner va morir en la matinada del 27 de maig de 2021 en l'Hospital Universitari Evangèlic Mackenzie, de Curitiba. S'hi trobava ingressat des del dia 21 de maig, després de presentar un quadre de febre aguda. Lerner portava temps en hemodiàlisi. La causa de la mort, segons l'hospital, va ser per complicacions d'una malaltia renal crònica.
El Govern de l'Estat del Paranà va decretar dol oficial de tres dies. Va rebre sepultura en el Cementiri Israelita de Santa Cândida.

## Honors
Va rebre el doctorat honoris causa de la Universitat Tècnica de Nova Scotia i de la Universitat de Tecnologia de Cracòvia, a més d'haver sigut membre honorari del Royal Institute of British Architects, de l'American Institute of Architects i del Royal Architectural Institute of Canada.
Va ser un dels guardonats del Premi Príncep Claus de 2000 i va guanyar el Premi Robert Matthews de 2002.
Admès a l'Orde del Mèrit Militar el 1993 en el grau de Comanador especial pel president Itamar Franco, Lerner va ser promogut el 1995 per Fernando Henrique Cardoso al grau de Gran Oficial especial.